# Juan Martínez de Ripalda
Juan Martínez de Ripalda, né à Pampelune en 1594 et décédé le 26 avril 1648 à Madrid, est un théologien jésuite espagnol, originaire de Navarre.

## Biographie
Juan Martínez de Ripalda fut professeur de philosophie et de théologie aux collèges jésuites de Salamanque et de Madrid. Il est connu surtout pour son grand traité du surnaturel, qui suscita de nombreuses polémiques et qui est le véritable chef-d'œuvre jésuite sur la question[à développer]. La parution du troisième volume contient un appendice fort documenté, dans lequel il combat en détail la doctrine de Michel De Bay par une exégèse minutieuse des textes de Saint Augustin exploités par le docteur de Louvain. Cela allait susciter la riposte du théologien janséniste irlandais de Louvain, John Sinnich, qui publie un Joannis Martinez de Ripalda vulpes capta per theologos Sacrae facultatis Academiae Lovaniensis (1649).

## Œuvres
- Disputationes theologicæ de ente supernaturali (I, Bordeaux 1634 ; II Lyon, 1645 ; III Cologne, 1648) ;
- Adversus Baium et Baianos (Coloniae, 1648) ; (Lugduni, 1663) ; (Lugduni, 1666) ;
- Brevis expositio Magistri Sententiarum (Coloniae, 1635) ; (Venetiis, 1737) ; (Parisiis, 1892) ;
- Tractatus theologici et scholastici de virtutibus fide, spe et charitate. Opus posthumum necessariis indicibus illustratum (Ludguni, 1652).